# Триперстка рудовола
Триперстка рудовола (Turnix pyrrhothorax) — вид сивкоподібних птахів родини триперсткових (Turnicidae).

## Поширення
Ендемік Австралії. Вид мозаїчно поширений на півночі та сході материка. Трапляється на вологих луках, евкаліптових відкритих лісах, напівпосушливих степах.

## Опис
Птах завдовжки 12-16 см. Самці важать 27-46 г, самиці 31-83 г.